# 対馬市立久原小学校・中学校
対馬市立久原小学校・中学校（つしましりつ くばらしょうがっこう・ちゅうがっこう, Tsushima City Kubara Elementary School and Junior High School）は、長崎県対馬市上県町にあった小・中併設校。
中学校は2010年（平成22年）3月31日に閉校しており、小学校は2012年（平成24年）3月に閉校した。

## 概要
歴史
1874年（明治7年）に開校した「鹿見学校」を前身とする。2011年（平成23年）に小学校は創立135年を迎えた。
校章
小中共通のもので、柏の葉を背景の基本に、校名の「久」の文字を中央に配している。
校歌
小中共通。作詞は原田源、作曲は中条粂子による。歌詞は3番まであり、各番とも校名の「久原校」で終わる。

## 沿革
- 1874年（明治7年）6月1日 - 「鹿見[1]学校」が設置される。当初、士族の大束五七郎が教授にあたる。
- 1875年（明治8年）- 「仁田学区下等久原分校」に改称。
- 1889年（明治22年）- 「仁田学区簡易久原小学校」に改称。
- 1891年（明治24年）- 「仁田学区尋常久原小学校」に改称。（尋常科4年）
- 1893年（明治26年）- 「久原尋常小学校」に改称。
- 1900年（明治33年）- 校舎が完成。
- 1906年（明治39年）- 高等科を併置し、「久原尋常高等小学校」となる。
- 1908年（明治41年）- 高等科を廃止し、再び「久原尋常小学校」に戻る。
- 1921年（大正10年）- 校舎を新築。
- 1924年（大正13年）- 高等科を併置し、再び「久原尋常高等小学校」[2]となる。
- 1941年（昭和16年）4月1日 - 国民学校令により、「仁田村立久原国民学校」に改称。
- 1947年（昭和22年）4月1日 - 学制改革により、国民学校初等科を「仁田村立久原小学校」、同高等科を「仁田村立久原中学校」に改組し、2校を併設する。
- 1951年（昭和26年）- 中学校校舎が小学校敷地内に新築・完成。
- 1955年（昭和30年）- 市町村合併により、「上県町立久原小学校・中学校」に改称。
- 1962年（昭和37年）- 運動場が完成。
- 1970年（昭和45年）- 完全給食を開始。
- 1974年（昭和49年）- 校歌を制定。
- 1976年（昭和51年）- 校旗を制定。
- 1978年（昭和53年）- 鉄筋コンクリート造3階建て校舎が完成。
- 1979年（昭和54年）- 体育館が完成。
- 1981年（昭和56年）- 校門を設置。
- 1993年（平成5年）- コンピューターを設置。
- 1998年（平成10年）- 校旗を新調。
- 2003年（平成15年）- 運動場ナイター設備が完成。
- 2004年（平成16年）3月1日 - 市町村合併により、「対馬市立久原小学校・中学校」（最終名）に改称。
- 2008年（平成20年）4月1日 - 中学校、複式1学級・単式1学級、計2学級となる。
- 2010年（平成22年）3月31日 - 中学校が閉校。対馬市立西部中学校に統合される。
- 2012年（平成24年）3月31日 - 小学校が閉校し、対馬市立西小学校に統合される。

## 交通アクセス
最寄りのバス停
- 対馬交通 鹿見[1]線 「久原」バス停

最寄りの道路
- 長崎県道189号鹿見港線

## 参考資料
- 「上県町史」（2004年（平成16年）2月23日, 上県町）- 市町村合併により対馬市が発足する直前に閉町記念として発行された。
- 「対馬市立久原中学校 閉校記念誌」（2010年（平成22年）3月）
- 「対馬市立久原小の閉校記念式」（2012年（平成24年）3月12日） - 長崎新聞記事